# جون ماثيوز (لاعب كرة قدم أمريكية)
جون ماثيوز (بالإنجليزية: John Matthews)‏ هو لاعب كرة قدم أمريكية أمريكي، ولد في 19 يوليو 1986.

## وصلات خارجية
- جون ماثيوز على موقع مرجع كرة القدم المحترفة.كوم (الإنجليزية)